# Pańćamahajadźńa
Pańćamahajadźńa (trl. pañcamahāyajña, pięć wielkich ofiar) – pięcioczęściowa ceremonia gryha wskazana w  Taittirija Aranjaka (2.10), którą gryhasta zobowiązany jest spełniać każdego dnia.
Pięć jej składowych ofiar to:
1. Dewajadźńa (trl. devayajna) – ofiara dla dewów (istot niebiańskich). To żertwa ogniowa składana wszystkim bóstwom, mieszkańcom niebios; składana jest rano i wieczorem z odrobiny pożywienia wegetariańskiego skropionego klarowanym (przetopionym) masłem ghi. Do ognia wlewane jest też mleko lub zsiadłe mleko.
2. Bhutajadźńa (trl. bhūtayajna) – ofiara dla istot żywych. To żertwa dla wszystkich stworzeń w postaci tzw.  ofiary bali umieszczanej na ziemi. Jej adresatami są istoty zamieszkujące rejony czterech żywiołów (bhuta)
3. Pitryjadźńa (trl. pitṛyajna) – ofiara dla istot ze świata zmarłych, dla przodków pitry. Zawiera resztki ofiary bali lub placki ryżowe pinda, skrapiane wodą i ofiarowane w kierunku południowym (w stronę świata lokapali Jamy)
4. Brahmajadźńa (trl. brahmayajna) – ofiara dla Brahmana. Pod postacią wieczornej recytacji (swadhjaja) fragmentów Wed czczony jest Bóg Stwórca.
5. Manuszjajadźńa (trl. manuṣyayajna) – ofiara dla ludzi. Pisma zalecają, by gryhasta ofiarował datki (dana) i posiłek dla ubogich czy bezdomnych.